# Félix María de Samaniego

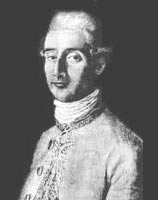
Felix Maria de Samaniego.

Félix María de Samaniego, född den 12 oktober 1745 i Laguardia, död den 11 augusti 1801, var en spansk fabeldiktare. Samaniego var fullt jämbördig med La Fontaine; hans stil är naturlig och avslipad. 
Av hans 157 fabler, av vilka en del är efterbildningar från Faedrus, La Fontaine och John Gay, anses El asno cargado de reliquias, Los navegantes, La pava y la hormiga, La paloma och El pastor vara bland de bästa. Samaniegos Fábulas en verso castellano är från 1787, återpublicerad 1832, och Obras inéditas ó poco conocidas del insigne fabulista don F. M. Samaniego, precedidas de una biografía del autor por D. E. Fernandez de Navarrete är från 1866. Samaniego är intagen i Spanska akademiens Catálogo de autoridades de la lengua.